# HEAT ISLAND (曲)
「HEAT ISLAND feat. FIRE BALL」（ヒート アイランド フィーチャリング ファイアーボール）は、日本のヒップホップグループRHYMESTERのメジャー9枚目のシングル。2006年3月1日発売。発売元はキューンレコード。

## 概要
- アルバム『HEAT ISLAND』の先行シングル。FIRE BALLが参加している。
- PV監督はtatsuaki & natori（MODEA）。

## 収録曲
1. HEAT ISLAND feat.FIRE BALL (4:53)
作詞：Sasaki Shiro・Sakama Daisuke・H.Lee・C.Roberson、作曲：Sakama Daisuke・C.Roberson
2. けしからん (4:41)
作詞：Sasaki Shiro・Sakama Daisuke、作曲：Sakama Daisuke、編曲：Mr.Drunk
ベストアルバム『メイドインジャパン〜THE BEST OF RHYMESTER〜』及びDVD「KING OF STAGE VOL.7 〜メイドインジャパン at 日本武道館〜」ではファンクバンドScoobie Doとセッションを行っている。
3. HEAT ISLAND～『怪』edit～ (1:19)
作詞：Sasaki Shiro・Sakama Daisuke、作曲：Sakama Daisuke、編曲：Mr.Drunk

## 楽曲の収録アルバム
- オリジナル『HEAT ISLAND』（2006年3月8日）
- ベスト『メイドインジャパン〜THE BEST OF RHYMESTER〜』（2007年1月31日）

## タイアップ
- HEAT ISLAND〜『怪』edit〜：フジテレビ系アニメ『怪 〜ayakashi〜』オープニングテーマ